# Leon Lai

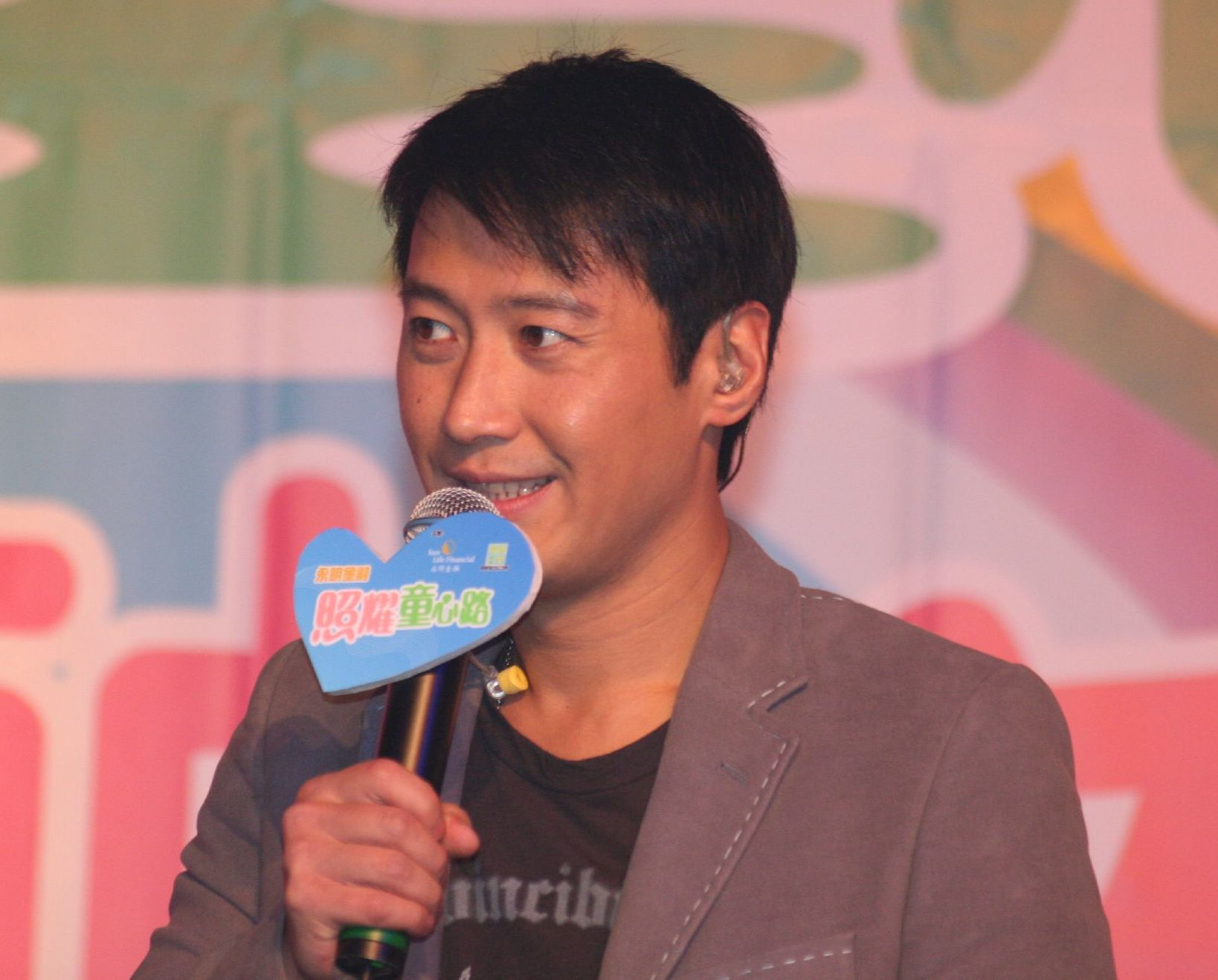
Leon Lai, 2006

Leon Lai Ming, SBS, (chinesisch 黎明, Pinyin Lí Míng, Jyutping Lai4 Ming4; * 11. Dezember 1966 in Peking, Volksrepublik China) ist ein chinesischer Schauspieler und Cantopop-Sänger aus Hongkong. Er heißt mit Familienname Lai (黎,  Lí) und Vorname Ming (明,  Míng) und nutzt den Künstlernamen Liming oder Laiming (黎明), was zusammengesprochen (als ein Begriff) im Chinesischen wörtlich „Morgendämmerung“ bedeutet.
Dem europäischen Publikum wurde er durch seine Rolle im Film Fallen Angels von Wong Kar-Wai aus dem Jahr 1995 bekannt.

## Leben

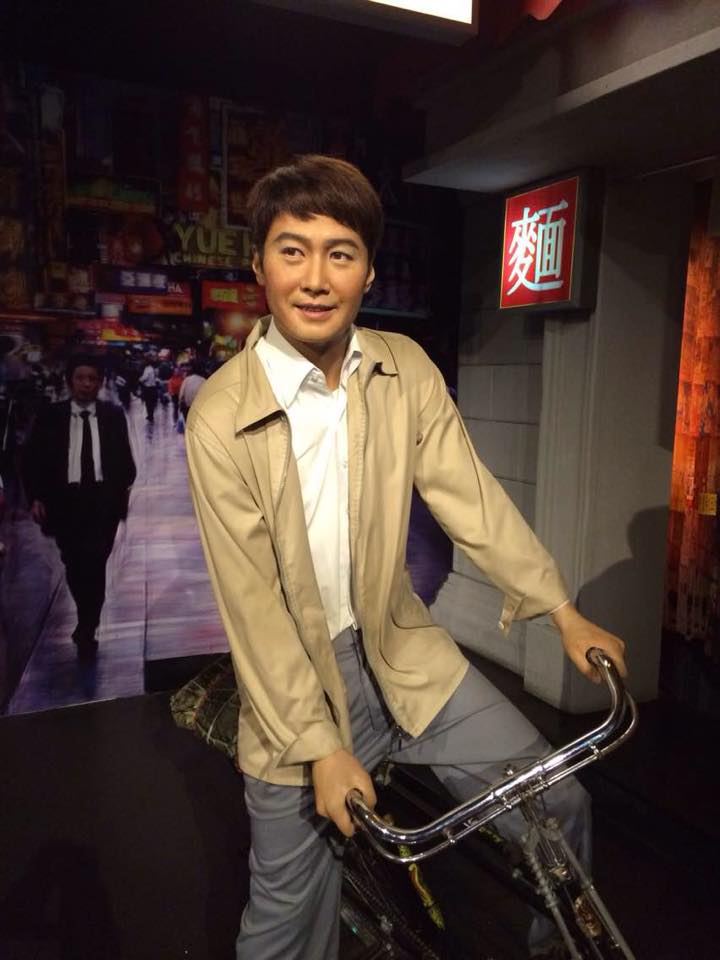
Leon Lai bei Mme Tussauds in Hongkong, 2019

Lais Eltern ließen sich scheiden, als er vier Jahre alt war. Lais Mutter ist eine Chinesin aus Peking und sein Vater ist ein Überseechinese aus Indonesien (chinesischstämmiger Indonesier). Zur Zeit der Kulturrevolution wanderte sein Vater Lai Xinsheng – 黎新生 – mit dem sechsjährigen Lai von Peking nach Hongkong aus. Im Alter von 15 Jahren ging er an die Londoner Christ's College bzw. Kingsway-Princeton-College in Großbritannien und kehrte 1984 wieder nach Hongkong zurück.
Lai wurde zunächst Vertriebsmitarbeiter eines Mobilfunkunternehmens. Er gewann 1986 den zweiten Platz eines Talentwettstreits im Singen. Danach wurde er von Dai Si-Zong (戴思聰,  Dài Sīcōng, 1939–2010) unterrichtet. Kurz darauf erhielt er einen Vertrag als Musiker bei dem Unternehmen Capital Artists. Des Weiteren arbeitete er auch für die Plattenfirmen Polygram und Sony Music. Lai ist Schauspieler und Musiker wie auch Jackie Chan, Jacky Cheung, Andy Lau, Sam Hui, Edison Chen oder Leslie Cheung.
Ab 1987 widmete er sich dem Schauspiel, unter anderem verdiente er sich sein erstes Geld neben Hongkonger Fernsehserien, auch Seifenopern und Kinofilmen.

## Privat
Leon Lai war mit der vietnamesisch-chinesische Model und Schauspielerin Gaile Lok (樂基兒) von 2008 bis 2012 verheiratet. Mit seiner Assistentin vom Musiklabel und späterer Vertriebsmanagerin Wing Chan (陳泳儀) hat Leon Lai seit dem 22. April 2018 eine Tochter.

## Filmografie (Auswahl)
chronologisch absteigend
- 2016: The Choice: A Story of the Old Shanghai
- 2016: Night Peacock
- 2016: The Guest
- 2016: The Secret
- 2015: Lady of the Dynasty
- 2011: White Vengeance – Kampf um die Qin-Dynastie
- 2009: Bodyguards and Assassins
- 2008: Das Königreich der Yan
- 2005: Die sieben Schwerter
- 2003: Infernal Affairs 3
- 2003: Heroic Duo
- 2003: Golden Chicken 2
- 2002: Bullets of Love
- 2000: A Hero never dies
- 1998: God of Gamblers 3: The Early Stage
- 1996: Hongkong Love Affair
- 1996: Comrade: Almost a Love Story
- 1995: Fallen Angels
- 1994: Run
- 1993: City Hunter (Realverfilmung)
- 1993: The Magic Touch
- 1992: Mutant City
- 1992: Shogun and Little Kitchen
- 1991: The Banquet
- 1989: Missing Man
- 1987: Mr. Handsome

## Hong Kong Film Award
chronologisch aufsteigend
- 1997: Nominiert – Bester Schauspieler; "Comrades: Almost a Love Story"
- 1999: Nominiert – Bester Schauspieler; "City of Glass"
- 2003: Nominiert – Bester Schauspieler; "Three: Going Home"

## Diskografie – Alben (Auswahl)
chronologisch absteigend
- 2011: X U
- 2010: Leon Lai New + Best Selections: Fireworks
- 2008: It’s Me
- 2007: 4 in Love
- 2006: Looking
- 2002: Homework
- 2001: The Red Shoes
- 1999: Eyes Want to Travel
- 1998: I Love You Like This
- 1996: Perhaps
- 1995: Great Passion Between Sky and Earth
- 1994: Love Between Sky and Earth
- 1993: My Other Half
- 1993: Summer of Love
- 1992:	Hope We Are Not Just Friends
- 1991:	Just wanna be close to you
- 1990:	Meet in Rain
- 1990: Leon